# Nachal Ada
Nachal Ada (hebrejsky: נחל עדה, arabsky: Vádí ad-Dufle) je vádí v severním Izraeli, ve vysočině Ramat Menaše a v pobřežní nížině. Stejně jako město Giv'at Ada je vádí pojmenováno podle manželky barona Edmonda Jamese de Rothschilda Adelaide (hebrejsky Ada).
Začíná v nadmořské výšce přes 200 metrů nad mořem, v jižní části vysočiny Ramat Menaše, severně od vesnice Mu'avija, která je od roku 1995 začleněna města Basma, které je součástí regionu vádí Ara. Odtud vádí směřuje k západu, přičemž zvolna klesá a jihovýchodně od vesnice Giv'at Nili zprava přijímá vádí Nachal Sibchi. U vesnice Regavim pak zleva přijímá vádí Nachal Chatmit, pak prochází mezi pahorky Tel Eran a Giv'at Cefi a u města Giv'at Ada vstupuje do rovinaté krajiny údolí Bik'at ha-Nadiv, které je výběžkem pobřežní nížiny. Na jižním okraji města Binjamina, u pahorku Tel Duda'im, zde přijímá zleva vádí Nachal Barkan, načež u východního okraje města Or Akiva se vádí prudce stáčí k severu. Pokračuje pak tímto směrem skrz hustě osídlenou a zemědělsky využívanou pobřežní nížin u, podél vesnice Bejt Chananija a města Džisr az-Zarka, na jehož severním konci podchází těleso dálnice číslo 2 a ústí zleva do toku Nachal Taninim, jen pár set metrů před tím, že Nachal Taninim končí v Středozemním moři.